# أندريس سان مارتين
أندريس سان مارتين (بالإسبانية: Andrés San Martín)‏ (12 أبريل 1978 في الأرجنتين - ) هو لاعب كرة قدم أرجنتيني في مركز الوسط. لعب مع أرسنال ساراندي وبانفيلد وريفر بليت ونادي تينيريفي ويونيون دي سانتا في وسبورتيفو إيطاليانو ‏.

## وصلات خارجية
- أندريس سان مارتين على موقع قاعدة بيانات كرة القدم.إي يو (الإنجليزية)